# Paul Wittek
Paul Wittek est un historien orientaliste autrichien, né le 11 janvier 1894 à Baden dans la banlieue de Vienne et mort le 13 juin 1978 à Eastcote dans le Middlesex (Angleterre). Il est spécialiste de l'histoire du début de l'Empire ottoman.

## Biographie
Mobilisé dans l'armée austro-hongroise au début de la Première Guerre mondiale, il sert d'abord comme officier de réserve dans un régiment d'artillerie, en Galicie où il est blessé en octobre 1914, puis sur l'Isonzo en 1917. Il trouve sa passion pour l'histoire ottomane alors qu'il est détaché en 1918 comme conseiller militaire en Syrie puis à Istanbul. Il obtient un doctorat en histoire en 1920 à l'université de Vienne. Vers 1924, il épouse Rocina Kara-Michaïlova, le couple aura trois enfants, nés à Istanbul, où Paul Wittek travaille désormais détaché par l'Institut archéologique allemand entre 1924 et 1934. À son retour, pour fuir le nazisme, il s'installe, avec ses trois enfants, à Bruxelles où il enseigne à l'Université libre de Bruxelles. Son épouse meurt vers 1936. En 1937, il fait la connaissance de Suzanne De Jongh fraîchement  diplômée d'histoire et de 19 ans sa cadette. Ils se marient en 1938 et la famille s'installe chez les De Jongh où ils occupent le rez-de-chaussée de la maison familiale au no 73 de l'Avenue Émile Verhaeren. Sa belle-sœur, Andrée De Jongh, s'illustrera en mettant sur pied la ligne d'évasion Comète dont Suzanne sera également un agent.
En mai 1940, La Belgique est envahie. Paul Wittek, sa femme et ses enfants sont contraints de prendre les routes de l'exode pour gagner la France et, de là, tenter de rallier l'Angleterre. Paul est arrêté à la frontière par la Police belge qui a reçu ordre d'interpeler tout ressortissant "suspect" et de les envoyer en France. Suzanne et les trois enfants ne peuvent le suivre et doivent rejoindre Bruxelles. Paul parvient in extremis à rejoindre Dunkerque et à prendre l'un des derniers bateaux en partance pour l'Angleterre. Son objectif de partir aux États-Unis ne se concrétisera pas malgré les démarches entreprises par son ami, Sydney Nettleton Fisher (en). Paul Wittek restera, la guerre durant, exilé à Londres où il enseigne à l'université,.
Sa femme, Suzanne, agent de liaison entre Bruxelles et Paris est arrêtée en juillet 1942, elle est déportée en tant que Nacht und Nebel. Elle survit cependant à sa déportation et est libérée en mai 1945. Paul Wittek ne retrouve sa femme et ses enfants, qu'après la guerre, lorsqu'il peut rentrer à Bruxelles.
En septembre 1948 Paul Wittek et sa famille s'installe à Londres où il a accepté un poste à l'université de Londres au sein de l'École des études orientales et africaines pour y enseigner le turc, ce qu'il fera jusqu'à sa mise à la retraite en 1961,.
Le principal apport de Paul Wittek à l'étude de l'Empire ottoman est le développement de la « Thèse gazie » qui fut la théorie dominante dans l'historiographie ottomane jusqu'aux années 1980.

## La thèse gazie
La thèse gazie défend que l'Empire ottoman est à l'origine le regroupement des ghazis, des guerriers saints de l'islam, qui se sont regroupés pour mener une guerre sainte (ġazā, غزا) contre les chrétiens et élargir le Dar al-Islam (en arabe : دار الإسلام). Paul Wittek développe cette théorie dans son ouvrage Rise of the Ottoman Empire en 1938.
Cette théorie est aujourd'hui obsolète ayant été révisée et réfutée par la génération suivante d'historiens spécialisés en histoire ottomane (principalement Cemal Kafadar),.